# Pollenia contempta
Pollenia contempta este o specie de muște din genul Pollenia, familia Calliphoridae, descrisă de Robineau-desvoidy în anul 1863. Conform Catalogue of Life specia Pollenia contempta nu are subspecii cunoscute.